# Obrzycko
Obrzycko é um município da Polônia, na voivodia da Grande Polônia e no condado de Szamotuły. Estende-se por uma área de 3,74 km², com 2 375 habitantes, segundo os censos de 2016, com uma densidade de 635,0 hab/km².